# آلفرد فن لاندخم
آلفرد فن لاندخم (آلمانی: Alfred Van Landeghem) قایقران روئینگ اهل بلژیک بود.
وی در مسابقات کشوری و بین‌المللی در مجموع برندهٔ ۵ مدال طلا، ۳ مدال نقره شده‌است.